# Miguel Melgar Rodríguez
Miguel Melgar Rodríguez (Madrid, 12 de maig de 1972) és un futbolista madrileny, que ocupa la posició de migcampista.

## Trajectòria
Format al planter del Reial Madrid i del Rayo Vallecano, debutaria amb aquest últims a la temporada 91/92, amb el Rayo a Segona Divisió, tot jugant 8 partits. La temporada 92/93, el conjunt madrileny puja a primera divisió, però el migcampista no hi juga cap encontre.
A l'any següent recala a l'Hèrcules CF. Els alacantins militaven a la Segona Divisió, categoria en la qual seguirà el migcampista madrileny fins al 2004. A l'Hèrcules no compta massa, però assoleix la titularitat en el seu següent equip, el CD Leganés, on roman entre 1995 i 1997.
Després d'una temporada al Real Jaén, a l'estiu de 1998 fitxa per l'Albacete Balompié, on juga 74 partits en dos anys. També hi seria titular al Córdoba CF, on milita la temporada 00/01.
La temporada 01/02 s'incorpora a la disciplina de l'Elx CF, on perd la condició de titular en les dues temporades que hi milita al conjunt del Baix Vinalopó. Després d'uns mesos al CE Castelló, de Segona B, el 2004 retorna a la categoria d'argent per jugar de nou amb el CD Leganés, amb qui viu el descens de categoria.
A partir d'aquest moment, la carrera del migcampista prossegueix per equips més modestos. Continua un any més a Leganés, per seguir a l'AD Alcorcón (05/07) i al Rayo Majadahonda (07/09). En total, suma 265 partits i 21 gols a la Segona Divisió.